# آنری لوران
آنری لوران (فرانسوی: Henri Laurent‎; ۱ آوریل ۱۸۸۱ – ۱۴ فوریهٔ ۱۹۵۴) شمشیرباز اهل فرانسه بود.